# Орсоя
Орсоя (болг. Орсоя) — село в Болгарии. Находится в Монтанской области, входит в общину Лом. Население составляет 125 человек.

## Политическая ситуация
Орсоя подчиняется непосредственно общине и не имеет своего кмета.
Кмет (мэр) общины Лом — Пенка Неделкова Пенкова (независимый) по результатам выборов в правление общины.